# إظهار الحق (كتاب)
كتاب إظهار الحق كتاب من تأليف رحمة الله الهندي باللغة العربيّة في الردّ على المسيحيّين وعلى خصوص المبشّر الألماني كارل فندر صاحب كتاب ميزان الحق، وكان الهندي قد ألّف في هذا الموضوع رسائل باللغتين الفارسيّة والأردويّة قبل تأليفه لإظهار الحق، ثمّ جمع لبّ ما كتبه فيها باللغة العربيّة في إظهار الحق بأمر أستاذه أحمد بن زيني دحلان مفتي الشافعيّة في مكّة كما أشار إليه بنفسه في ديباجة كتابه، وأتمّ تأليف الكتاب سنة 1280 هـ وطُبع في الآستانة. وقد تلقّى المسلمون هذا الكتاب بالقبول، وتكرّر النقل عنه في مواضع كثيرة من الكتب التي أُلِّفت بعده في هذا الموضوع. وتميّز الكتاب عن سابقيه باعتماده على أقوال علماء الكتب المقدّس الغربيّين، فيتكرّر في كتابه الاستشهاد بأقوال آدم كلارك، وثوماس هورن، وماثيو هنري، وثوماس سكوت، وناتانيئل لاردنر، وغيرهم.

## نبذة عن الكتاب
بيان حال كتب العهد القديم والعهد الجديد:
- في إثبات التحريف.
- في إثبات النسخ.
- في إبطال التثليث.
- في إثبات كون القرآن كلام الله ومعجزاً ورفع شبهات القسيسين.
- في إثبات نبوة محمد ودفع مطاعن القسيسين.

## تلقّي الكتاب
- قال محمد جواد البلاغي في كتابه المسمّى الرحلة المدرسيّة: «هو كتاب جليل في بابه، بكر في طريقته، فائق في إتقانه واطّلاع مصنّفه، وهو الشيخ رحمة الله الهندي، (...) وأجاد فيه وحقّق، فلتغتنم رؤيته»،[1] ونقل عنه في مواضع عديدة في كتابه المذكور، وفي مؤلّفاته الأخرى التي ألّفها في ردّ المسيحيّين.

### الردود
- كُتب في ردّ إظهار الحق كتاب بعنوان الهداية في أربعة مجلّدات، وطُبع بمعرفة المرسلين الأمريكان بالقاهرة بين أعوام 1901 - 1904.

## طبعاته
- طُبع أوّل مرّة في استانبول سنة 1284 هـ في حياة المؤلّف في مجلّدين.
- طُبع في استانبول أيضاً سنة 1305 هـ.
- طُبع في مصر سنة 1309 هـ.
- طُبع في مصر أيضاً سنة 1317 هـ.

## ترجمات الكتاب
- تُرجم إلى التركيّة العثمانيّة، وطُبع سنة 1293 هـ / 1877 م، وهذه الترجمة تسمّى إبراز الحق.[2]
- ترجمه أكبر علي السهارنفوري العثماني إلى الأردويّة، وسمّيت الترجمة بائبل سے قران تک أي من الكتاب المقدّس إلى القرآن، وطُبع أكثر من مرّة، وقد قام بمراجعة هذه الترجمة محمد تقي العثماني سنة 1388 هـ وقدّم لها بمقدّمة طويلة في تاريخ المسيحيّة وشرح عقائدها.
- ترجمه محمد ولي رضي من الترجمة الأردويّة إلى الإنگليزيّة، ونُشر بعنوان The Truth Revealed.
- ترجمه غلام محمد الرانديري بن الحاج حافظ صادق إلى الگجراتيّة، لغة إقليم گجرات في الهند، وطُبعت الترجمة سنة 1918 م.